# Букатий Василь Людвігович
Василь Людвігович Букатий (березень 1889, місто Красноярськ, тепер Російська Федерація — 1971, смт. Шушенське, тепер Красноярського краю, Російська Федерація) — радянський партійний і державний діяч, голова виконавчого комітету Східно-Сибірської крайової ради. Член Комісії радянського контролю при РНК СРСР у 1934—1937 роках.

## Життєпис
Народився в березні 1889 (за іншми даними — 1890) року в родині водовоза та прачки. Батько, Людвіг Букатий, був литовцем, засланим до Сибіру за участь у польському повстанні 1863 року.
У 1901 році Василь Букатий закінчив початкову школу, у 1905 році — двокласне ремісниче училище в місті Красноярську.
З серпня 1905 по грудень 1912 року працював підсобним робітником, робітником модельного цеху Красноярських залізничних майстерень.
Член РСДРП з 1905 по 1911 рік, втратив зв'язок із партійною організацією після призову до армії.
У 1905 році брав участь у збройному повстанні красноярських робочих, після придушення якого, в 1906 році, деякий час перебував у в'язниці.
З грудня 1912 по 1914 рік — рядовий 30-го Сибірського піхотного полку 6-го армійського корпусу, корпусного інтендантства російської армії в Іркутську.
З 1914 року — в запасі через хворобу. У 1914—1915 роках — робітник пошукової партії на озері Байкал.
З 1915 по травень 1918 року — рядовий 9-го Сибірського запасного батальйону і 11-ї російської армії в Іркутську та на Південно-Західному фронті, учасник Першої світової війни. Після Лютневої революції 1917 року обраний головою корпусного комітету 11-ї армії, потім товаришем голови армійського комітету 11-ї армії.
Член РСДРП(б) з червня 1917 року.
З травня 1918 по травень 1919 року — червоногвардієць в Іркутську. Воював проти білогвардійців в Забайкаллі і на Амурі, з червня по вересень 1919 року працював партійним організатором у підпіллі. На початку липня 1919 року очолив військовий штаб Іркутського комітету РКП(б). У вересні 1919 року заарештований владою адмірала Колчака, до грудня 1919 року перебував у Іркутській в'язниці.
У січні 1920 року став одним із організаторів повалення влади адмірала Колчака в Іркутській губернії. З січня по березень 1920 року — начальник Центрального штабу робітничо-селянських дружин, політичний (військовий) комісар Східно-Сибірської радянської армії.
У березні 1920 — квітні 1921 року — військовий комісар Іркутської дивізії Народно-революційної армії Далекосхідної республіки, член і заступник голови Іркутського губернського революційного комітету та виконавчого комітету Іркутської губернської ради. Був членом надзвичайної слідчої комісії в справі адмірала Колчака.
У квітні — жовтні 1921 року — у розпорядженні Далекосхідного секретаріату Комінтерну, член Революційної військової ради Монгольської народної армії в місті Урга.
З жовтня 1921 по березень 1922 року — завідувач відділу міжнародних зв'язків та керуючий справами Далекосхідного секретаріату Комінтерну; заступник голови Іркутського губернського революційного комітету.
У березні — серпні 1922 року — уповноважений із зв'язків Народного комісаріату закордонних справ РРФСР у Іркутську.
У серпні — жовтні 1922 року — завідувач організаційного відділу Іркутського губернського комітету РКП(б).
У листопаді 1922 — серпні 1925 року — завідувач організаційного відділу Єнісейського губернського комітету РКП(б). З травня 1924 року — кандидат у члени, з грудня 1924 по серпень 1930 року — член Сибірського крайового комітету ВКП(б).
17 липня 1925 — жовтень 1927 року — відповідальний секретар Каменського окружного комітету ВКП(б) Сибірського краю.
У листопаді 1927 — грудні 1929 року — завідувач організаційного відділу, відповідальний секретар Томського окружного комітету ВКП(б) Сибірського краю.
У грудні 1929 — березні 1930 року — в розпорядженні ЦК ВКП(б), проректор із кадрів Московського інституту народного господарства імені Плеханова.
У березні — вересні 1930 року — завідувач організаційного відділу Нижньоволзької крайової контрольної комісії ВКП(б) — робітничо-селянської інспекції в Саратові.
У вересні 1930 — грудні 1931 року — секретар Красноярського міського комітету ВКП(б).
У грудні 1931 — жовтні 1932 року — секретар Східно-Сибірського крайового комітету ВКП(б) із транспорту.
У жовтні 1932 — березні 1934 року — голова виконавчого комітету Східно-Сибірської крайової ради.
У травні 1934 — вересні 1937 року — уповноважений Комісії радянського контролю при РНК СРСР по Середньо-Волзькому краю(Куйбишевській області).
25 вересня 1937 року заарештований органами НКВС у місті Куйбишеві, етапований до Іркутська. 16 жовтня 1937 року виключений із членів ВКП(б) та виведений із складу Комісії радянського контролю при РНК СРСР. З вересня 1937 по грудень 1940 року — в'язень Іркутської міської в'язниці. Засуджений 19 жовтня 1940 року до 8-ми років позбавлення волі. З січня 1941 по травень 1946 року відбував покарання у виправно-трудовому таборі міста Канська Красноярського краю.
У травні 1946 — серпні 1948 року — модельник промислової колонії в Красноярську. У серпні 1948 — листопаді 1950 року — робітник промислової артілі «Металопром» міста Абакана Красноярського краю.
Вдруге заарештований в листопаді 1950 року. З листопада 1950 по березень 1951 року — в'язень Іркутської міської в'язниці. Засуджений 31 січня 1951 року до заслання. З березня 1951 по серпень 1954 року — на засланні в селі Подтесово Єнісейського району Красноярського краю. З квітня 1951 по вересень 1955 року працював модельником Подтесовського судноремонтного заводу. З вересня 1955 року — на пенсії в селі  Подтесово Єнісейського району Красноярського краю.
У квітні 1956 року реабілітований, 24 квітня 1956 року відновлений у партії.
З серпня 1956 року — персональний пенсіонер союзного значення.
З 1957 року проживав у смт. Шушенському Красноярського краю, де й помер у 1971 році (не пізніше вересня).